# Rusănești
Rusănești je obec v župě Olt v Rumunsku. Žije zde přibližně 3 800 obyvatel. Obec se skládá ze dvou vesnic.

## Části obce
- Rusănești – 2 874 obyvatel
- Jieni – 969 obyvatel